# Шанда Шарер
Шанда Рене Шарер (6 июня 1979 — 11 января 1992) — американская девочка, которую пытали и сожгли в Мэдисоне, штат Индиана, четыре девушки-подростка. На момент смерти ей было 12 лет. Этот инцидент привлёк международное внимание из-за жестокости убийства и молодого возраста преступниц, которым было от 15 до 17 лет. Дело освещалось в национальных новостных программах и ток-шоу и вдохновило ряд эпизодов в постановочных криминальных шоу. Преступлению посвящены две криминальные книги, «Little Lost Angel» Майкла Квинлана и «Cruel Sacrifice» Афродиты Джонс, последняя из которых стала бестселлером по версии New York Times.

## Шанда Шарер
Шанда Рене Шарер родилась в городе Пайнвилл, штат Кентукки, в семье Стивена Шарера и его жены Жаклин (Джеки) Вогт. После развода её мать снова вышла замуж, и семья переехала Луисвилль, Кентукки. Там Шанда училась в пятом и шестом классах в школе Святого Петра, занималась чирлидингом, волейболом и софтболом. Когда её мать снова развелась, в 1991 г. семья переехала в городок Нью-Олбани, Индиана, где девочка поступила в Хейзелвудскую среднюю школу. В начале учебного года её перевели в католическую школу Нью-Олбани, где она вступила в женскую баскетбольную команду.

## Девушки, участвовавшие в убийстве

### Мелинда Лавлесс
Мелинда Лавлесс родилась в Нью-Олбани 28 октября 1975 г.; она была младшей из трёх дочерей Марджори и Ларри Лавлесс. Ларри попал в армию во время Вьетнамской войны и после возвращения считался героем. Позже Марджори описывала Ларри как сексуального извращенца, который надевал нижнее бельё, принадлежавшее ей и её дочерям, и использовал их косметику, был неспособен хранить верность и испытывал смесь ревности и возбуждения, когда видел, как Марджори занимается сексом с другими мужчинами и женщинами. Все детство Мелинды прошло рядом с Нью-Олбани или в самом городе.
После военной службы Ларри время от времени подрабатывал на Южной железной дороге, его профессия позволяла работать там, где было ему удобно; в 1965 году он пошёл служить в полицию Нью-Олбани, но через восемь месяцев был уволен — Ларри Лавлесс и его напарник избили афроамериканца, которого Лавлесс обвинил в том, что тот соблазнил его жену. В 1988 году он недолго работал почтальоном, но через три месяца уволился после того, как раскрылось, что он мало работал, приносил большую часть почты к себе домой и уничтожал.
Марджори периодически работала с 1974 года. Когда они с Ларри работали, финансовое благополучие семьи было стабильным и они жили в пригороде Флойд-Нобз, Индиана, где традиционно селился высший слой среднего класса. Обычно Ларри не отдавал свой заработок семье, импульсивно покупая себе различные вещи, особенно оружие, мотоциклы и автомобили. Он обанкротился в 1980 году, и родственники описывали впоследствии, как трое дочерей Лавлесс приходили к ним голодные, так как дома совсем не было еды.
Родители Мелинды часто посещали бары Луисвилля, и Ларри выдавал себя за доктора или стоматолога, представляя Марджори своей подружкой. Он часто «делился» своей женой с некоторыми друзьями с работы, что для неё было отвратительным. Однажды во время подобной оргии с другой парой у себя дома Марджори попыталась совершить самоубийство, поступок, который она повторяла ещё несколько раз, когда её дочери ещё не вышли из детского возраста. Когда Мелинде было девять лет, Ларри организовал групповое изнасилование Марджори, после чего она попыталась утопиться. После этого случая Марджори отказывала Ларри в сексе месяц, вследствие чего он жестоко её изнасиловал, при том что дочери слышали всё это даже за закрытыми дверьми. Летом 1986 года она отказалась пустить его домой с двумя женщинами, с которыми он познакомился в баре, и Ларри избил её так сильно, что Марджори пришлось госпитализировать, а сам он попал под суд за рукоприкладство.
Было ли со стороны Ларри Лавлесс насилие над дочерьми и другими детьми, до сих пор не подтверждено. Различные свидетельства в суде показывали, что он не по-отечески ласкал Мелинду, когда она была в младенческом возрасте, сексуально домогался тринадцатилетней сестры Марджори, а также в течение четырёх лет растлевал двоюродную сестру своих дочерей Тедди с возраста 10 лет. Обе его старшие дочери говорили, что он растлевал их, однако Мелинда не подтвердила этого. Она спала с отцом в одной постели до 14 лет, пока он не покинул семью. В суде Тедди описала случай, когда Ларри связал всех троих сестер в гараже и изнасиловал их по очереди, хотя ни одна из дочерей Лавлесс не подтвердила этого. Известно, что Ларри словесно оскорблял дочерей и стрелял из пистолета в направлении Мишель, когда ей было семь, умышленно промахнувшись. Он также смущал их тем, что находил их нижнее белье и нюхал его в присутствии прочих членов семьи.
В течение двух лет, начиная с того момента как Мелинде исполнилось пять, вся семья глубоко вовлеклась в ряды грейслэндской Баптистской церкви. Ларри и Марджори полностью покаялись и прекратили пить и меняться партнёрами, пока они были её прихожанами. Ларри стал баптистским проповедником без духовного сана, а Марджори школьной медсестрой. Затем церковь устроила, чтобы пятидесятилетний священник провел пятичасовой обряд экзорцизма над Мелиндой в номере мотеля. Внутри церкви Ларри стал семейным консультантом и заработал репутацию человека, слишком нахально ведущего себя с женщинами; в конечном итоге он попытался изнасиловать одну из них. После этого случая родители Мелинды Лавлесс покинули церковь, вернувшись к своим предыдущим профессиям и употреблению алкоголя.
В ноябре 1990 года, когда Ларри застали во время подглядывания за Мелиндой и её другом, Марджори напала на него с ножом. Его отправили в больницу, так как он пытался отобрать нож голыми руками. Затем Марджори вновь решила покончить с собой, но дочери вызвали полицию. После этого происшествия Ларри подал на развод и уехал жить во Флориду, в городок Эйвон-Парк. Мелинда была раздавлена и разочарована, особенно когда Ларри женился во второй раз. Некоторое время он посылал ей письма, играя на её эмоциях, но внезапно оборвал все контакты.

### Лори Тэкетт
Мэри Лорин «Лори» Тэкетт родилась 5 октября 1974 года в Мэдисоне, штат Индиана. Её мать была фанатичной пятидесятницей, а отец работал на фабрике и в шестидесятых годах был дважды осуждён за тяжкие преступления. Тэкетт заявляла, что её сексуально домогались по крайней мере дважды, когда она была ребёнком, в пять и двенадцать лет. В мае 1989 года её мать обнаружила, что девочка переодевается в джинсы в школе, и после ссоры той же ночью попыталась задушить дочь. Были привлечены социальные работники, и родители согласились на их незапланированные визиты с проверками, что ребёнок не подвергается насилию. Тэкетт часто конфликтовала с матерью; в какой-то момент та пришла в дом Хоуп Риппи, узнав, что отец Хоуп купил для девочек спиритический столик, и заявила, что столик необходимо сжечь, а дом Риппи подвергнуть обряду экзорцизма.
Тэкетт становилась все более неуправляемой после своего пятнадцатилетия и увлеклась оккультизмом. Она часто пыталась поразить своих друзей, рассказывая, что ей овладел дух вампирши Деаны. Тэкетт начала заниматься самоповреждением, особенно в начале 1991 года, когда стала встречаться с девушкой, которая этим занималась. Родители Лори обнаружили повреждения и 19 марта 1991 года отправили её в больницу. Там девушке прописали антидепрессанты и отпустили. Пару дней спустя, в компании той самой подруги и Тони Лоуренс, Лори порезала себе запястья глубже, и её вновь отправили в больницу. После лечения ран Тэкетт поместили в отделение психиатрии. Ей поставили диагноз «пограничное расстройство личности», и девушка призналась, что её с детства преследуют галлюцинации. 12 апреля 1991 года Лори выписали из больницы. В сентябре 1991 года её исключили из школы.
Тэкетт осталась в Луисвилле пожить у разных друзей. Именно в октябре 1991 года она встретила Мелинду Лавлесс; они подружились в конце ноября. В декабре 1991 года Лори вернулась домой, в Мэдисон, из-за обещания её отца купить ей машину. Большую часть времени она всё так же проводила в Луисвилле и Нью-Олбани, а с декабря её постоянной спутницей стала Мелинда Лавлесс.

### Хоуп Риппи
Хоуп Анна Риппи родилась в Мэдисоне, штат Индиана, 9 июня 1976 года. Её отец был инженером на электростанции. Родители её развелись в феврале 1984 года, и она вместе с матерью и братьями-сёстрами на три года  уехала в Квинси, штат Мичиган. По её словам, жизнь там вместе с семьей была в какой-то степени хаотичной. Затем её родители решили воссоединиться в Мэдисоне, и, вернувшись, Хоуп наладила контакт с подругами детства — Лори Тэкетт и Тони Лоуренс, хотя её родители считали, что Лори плохо влияет на их дочь. Как и остальные девочки, Риппи стала наносить себе повреждения с пятнадцати лет.

### Тони Лоуренс
Тони Лоуренс родилась в Мэдисоне, штат Индиана, в феврале 1976 года. Её отец был котельщиком. Тони и Хоуп были самыми близкими подругами с детства. Тони подвергалась насилию со стороны родственника в 9 лет и была изнасилована соседским мальчиком в 14 лет, при этом полиция смогла лишь выпустить постановление для парня не приближаться к Лоуренс. После этого случая она ходила на психотерапию, но не окончила курс. Тони стала распущенной, начала наносить себе повреждения и попыталась покончить с собой в восьмом классе.

## События, которые привели к убийству
В 1990 году четырнадцатилетняя Мелинда Лавлесс начала встречаться с некоей Амандой Хеврин. После того как её отец покинул семью и её мать вновь вышла замуж, Лавлесс стала вести себя непредсказуемо. Она ввязывалась в драки в школе и жаловалась на депрессию, из-за чего ей назначили психотерапию. В марте 1991 года Мелинда призналась в своей нетрадиционной ориентации своей матери, которая вначале была в бешенстве, однако вскоре приняла это. Осенью 1990 года отношения Мелинды и Аманды значительно охладели.
Хеврин и Шарер встретились в самом начале учебного года в школе Хейзелвуд, когда затеяли драку, однако подружились, когда были задержаны за стычку, и вскоре стали обмениваться любовными письмами. Лавлесс немедленно начала ревновать из-за их отношений. В начале октября 1991 года Шанда и Аманда вместе пошли на школьные танцы, где их обнаружила Мелинда и уличила в связи. Хотя Хеврин и Лавлесс формально не прерывали своих отношений, Мелинда начала встречаться с девушкой старше неё.
После того как Хеврин и Шарер вместе пришли на октябрьский фестиваль, Лавлесс стала обсуждать, как убить Шанду, и публично ей угрожала. Опасаясь за последствия отношений их дочери с Хеврин, в ноябре родители Шанды перевели её в католическую школу. Хеврин утверждает, что отдала письма от Лавлесс, где та угрожает смертью Шарер, работнику прокуратуры по делам несовершеннолетних, который, насколько ей известно, ничего не предпринял.

## События 10-12 января 1992

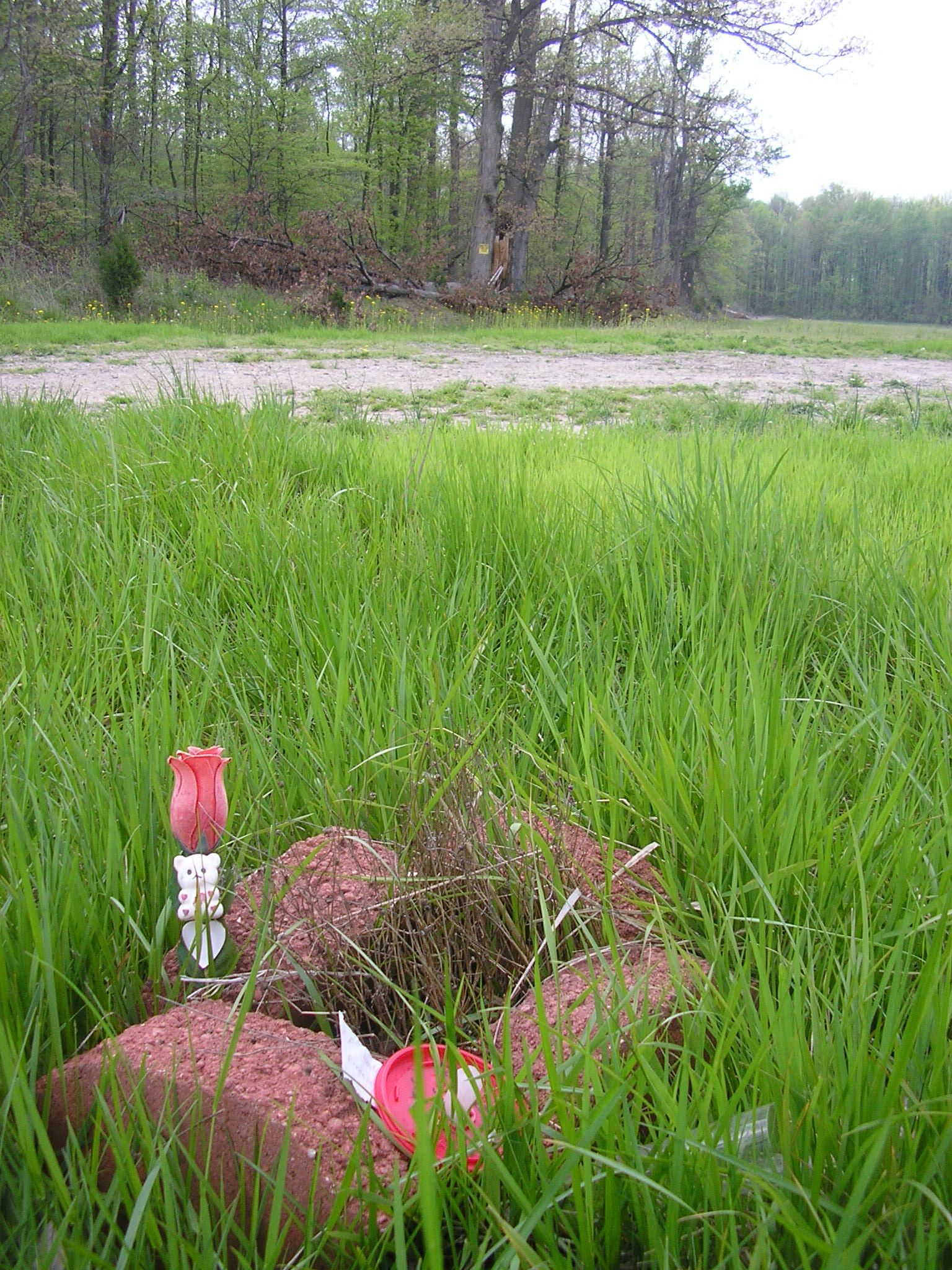
Мемориал на месте убийства Шанды Шарер.

### До похищения
Ночью 10 января 1992 года Тони Лоуренс (15 лет), Хоуп Риппи (15 лет) и Лори Тэкетт (17 лет) поехали в машине Лори из Мэдисона к Лавлесс в Нью-Олбани. Лоуренс, будучи подругой Тэкетт, ещё не была знакома с Лавлесс (16 лет), однако Риппи встречалась с ней один раз, и они поладили. По прибытии они взяли у Лавлесс одежду «поносить», и Мелинда показала им нож, сказав, что хочет напугать Шанду Шарер. Хотя Тэкетт и Лоуренс никогда не встречались с ней до той ночи, Тэкетт уже знала о планах запугать двенадцатилетнюю девочку. Лавлесс объяснила, что она ненавидит Шанду за то, что она украла у неё подружку.
Тэкетт позволила Хоуп довезти их до Джефферсонвилла, где Шарер гостила у отца в течение выходных; девушки остановились у «Макдоналдса» по пути, чтобы узнать дорогу дальше. Они прибыли до наступления темноты. Лавлесс дала указание, чтобы Риппи и Лоуренс постучали в дверь, представились подругами Хеврин и пригласили Шарер встретиться с Хеврин, которая ждет их в «Ведьмином замке» (Омеловый водопад) — руины каменного дома, расположенные на удаленном холме рядом с рекой Огайо.
Шарер сказала, что не может пойти, потому что её родители не спали, и попросила вернуться около полуночи, через несколько часов. Вначале Лавлесс разозлилась, однако Риппи и Лоуренс убедили её, что они вернутся за Шарер позже. Четверо девочек отправились в Луисвилль и посетили панк-концерт группы Санспринг в Одубон-парке рядом с автострадой 65. Лоуренс и Риппи быстро потеряли интерес к музыке и отправились с двумя парнями на парковку — заниматься сексом в машине Тэкетт.
В конце концов четверо девушек отправились в дом Шарер. Во время поездки Лавлесс заявила, что с нетерпением хочет убить Шарер, однако заметила, что она будет использовать нож только для её запугивания. В полпервого ночи они добрались до дома Шареров, и Лоуренс отказалась выманивать Шанду, поэтому к двери пошли Тэкетт и Риппи. Лавлесс спряталась на заднем сиденье под одеялом с ножом в руке.

### Похищение
Риппи сказала Шарер, что Хеврин все еще была в «Ведьмином замке». Шарер не хотела с ними ехать, но все же переоделась для поездки. Они забрались в машину, и Риппи стала задавать Шарер вопросы про её отношения с Хеврин. Лавлесс неожиданно вылезла из укрытия на заднем сидении, приставила нож к горлу Шарер и стала её допрашивать о её сексуальных отношениях с Хеврин. Они ехали в направлении города Утика к «Ведьминому замку». Тэкетт рассказала девушкам, что местная легенда гласит о том, что этим домом владели девять ведьм и горожане спалили дом, чтобы избавиться от них.
В «Ведьмином замке» девушки втолкнули рыдающую Шарер внутрь и связали ей руки и ноги верёвкой. Там Лавлесс съязвила, что у Шарер красивые волосы, и ей интересно, как та будет выглядеть, если они их обрежут; это ещё больше напугало Шарер. Лавлесс начала снимать кольца с Шарер и раздавать их девушкам. В какой-то момент Риппи взяла часы «Микки Маус», принадлежавшие Шарер, и стала танцевать под их мелодию. Тэкетт съязвила, что в «Ведьмином замке» много человеческих останков и Шарер будет следующей. Чтобы еще больше запугать Шарер, Тэкетт взяла в машине футболку с принтом смайлика и подожгла её, но тут же испугалась, что пассажиры проезжавших машин заметят огонь, поэтому девушки уехали вместе с Шарер.
В машине Шарер продолжала умолять их отвезти её домой. Лавлесс приказала снять с Шарер бюстгальтер, который передали Риппи, и она, сняв свой, надела этот, пока вела машину. Они заблудились и поэтому остановились на заправке, накрыв Шарер одеялом. Пока Тэкетт ходила внутрь, чтобы узнать дорогу, Лоуренс позвонила парню, которого знала в Луисвилле, и проболтала с ним несколько минут, чтобы унять свое беспокойство, но ничего не упомянула о похищении Шарер. Они поехали дальше, но опять заблудились и остановились у другой заправки. Там Лоуренс и Риппи увидели пару парней и поговорили с ними, прежде чем сесть в машину и уехать. Через некоторое время они подъехали к краю леса недалеко от дома Тэкетт в Мэдисоне.

### Пытки
Тэкетт привезла их на мусорную свалку, куда вела заброшенная дорога, в поросшей лесом местности. Лоуренс и Риппи были уже напуганы и остались в машине. Лавлесс и Тэкетт полностью раздели Шарер. Затем Лавлесс избила Шарер кулаками, несколько раз ударила её коленом в лицо, из-за чего губы Шарер были порезаны её брекетами. Лавлесс попыталась перерезать ей горло ножом, но тот был тупым. Затем Риппи вышла из машины, чтобы держать Шарер. Лавлесс и Тэкетт по очереди наносили удары ножом в грудь Шарер. Затем они стали душить девочку с помощью верёвки. Когда та потеряла сознание, они положили её в багажник и сказали двум другим девушкам, что Шарер мертва.
Они вернулись к дому Тэкетт, чтобы помыться и выпить газировки. Они услышали, что Шарер кричит в багажнике, и Тэкетт вышла, взяв с собой фруктовый нож. Она вернулась через несколько минут, покрытая кровью, после чего помылась, достала рунические камни и предсказала девочкам их дальнейшую судьбу. В 2:30 ночи Лорунс и Риппи остались дома у Тэкетт, а сама Тэкетт и Лавлесс поехали покататься в направлении соседнего города Ханаан. Из багажника продолжали доноситься звуки плача и хрипа Шарер, поэтому Тэкетт остановила машину. Когда они открыли багажник, Шарер села, окровавленная и с закатившимися глазами, но не могла говорить. Тэкетт избивала жертву монтировкой, пока та не замолчала. Потом она сказала Лавлесс: «Принюхайся».
Они вернулись домой к Тэкетт перед рассветом, чтобы снова помыться. Риппи осведомилась о том, что стало с Шарер, и Тэкетт, смеясь, рассказала им о пытке. Разговор прервала мать Тэкетт, накричавшая на неё, что та пришла поздно и привела подруг, поэтому Тэкетт предложила развести всех по домам. Она проехала мимо горелой кучи недалеко от своего дома и в том месте остановилась, открыла багажник, чтобы показать Шарер. Лоуренс отказалась смотреть, но Риппи обрызгала девочку жидкостью для мытья окон и ехидно сказала: «Что-то ты уже не так круто выглядишь, да?»

### Сожжение заживо
Девушки заехали на заправку рядом с мэдисонской объединённой средней школой, залили бензин в машину и купили двухлитровую бутылку «Пепси». Тэкетт вылила напиток на землю и наполнила бутылку бензином. После этого они двинулись на север от Мэдисона, мимо джефферсонского полигона на Лимонную дорогу, далее к федеральному шоссе 421. Лоуренс осталась в машине, когда Тэкетт и Риппи завернули всё ещё живую Шарер в одеяло и отнесли её на поле. Тэкетт заставила Риппи вылить на девочку бензин, и они развели огонь прямо на ней. Лавлесс не была уверена, что Шарер мертва, и они вернулись через несколько минут, чтобы вылить на неё остатки бензина.
Девушки пошли позавтракать в «Макдоналдс» примерно в 9:30, где они смеялись над тем, что тело Шарер было похоже на одну из сосисок, которые они ели. Лоуренс позвонила подруге и рассказала ей об убийстве. Затем Тэкетт отвезла Лоуренс и Риппи домой и вернулась к себе с Лавлесс. Дома та отправила сообщение Хеврин, что они убили Шарер, и договорились заехать за ней позже.
Кристал Уатен, подруга Лавлесс, зашла к ней, и они сообщили ей о случившемся. Затем три девушки поехали за Хеврин и привезли её к Лавлесс, где рассказали Хеврин историю. Но обе девушки отказывались поверить в это, пока Тэкетт не показала им багажник, где ещё оставались кровавые отпечатки пальцев Шарер и её носки. Хеврин пришла в ужас и попросила отвезти её домой. Подъехав к её дому, Лавлесс поцеловала Хеврин, сказала, что любит её, и умоляла никому не рассказывать эту историю. Хеврин пообещала это, прежде чем войти в дом.

## Расследование
Позже, утром 11 января 1992, два брата из города Ханаан ехали мимо джефферсонского полигона на охоту, когда заметили тело на краю дороги. Они вызвали полицию в 10:55, и их попросили вернуться к трупу. Шериф округа Джефферсон, Бак Шипли, и следователи начали расследование, собирая улики на месте преступления. Изначально они считали, что это связано с разборками торговцев наркотиками, и не думали, что преступление совершено местными.
Стив Шарер понял, что его дочь пропала, рано утром 11 января. Обзвонив всех соседей и друзей, он связался с бывшей женой в 13:45, затем они вместе заявили о пропаже дочери в управлении шерифа округа Кларк.
В 20:20 в управление шерифа округа Джефферсон вместе со своими родителями пришли Лоуренс и Риппи, находившиеся в истерическом состоянии. Они обе дали бессвязные показания, идентифицируя жертву как «Шанда», назвали своих подруг, принимавших участие, и изложили основные события предыдущей ночи. Бак Шипли связался с шерифом округа Кларк, и в конце концов смог идентифицировать тело как пропавшую Шанду Шарер.
Детективы получили рентгеновские снимки её зубов, что совпадали с зубами обгоревшего трупа. Лавлесс и Тэкетт были арестованы 12 января. Главным основанием для ареста послужили показания Лоуренс и Риппи. Обвинение незамедлительно заявило о своём намерении судить Лавлесс и Тэкетт как совершеннолетних. Несколько месяцев обвинение и защита не разглашали какую-либо информацию по этому делу, передавая в новостях лишь заявления Лоуренс и Риппи.

## Судебный процесс

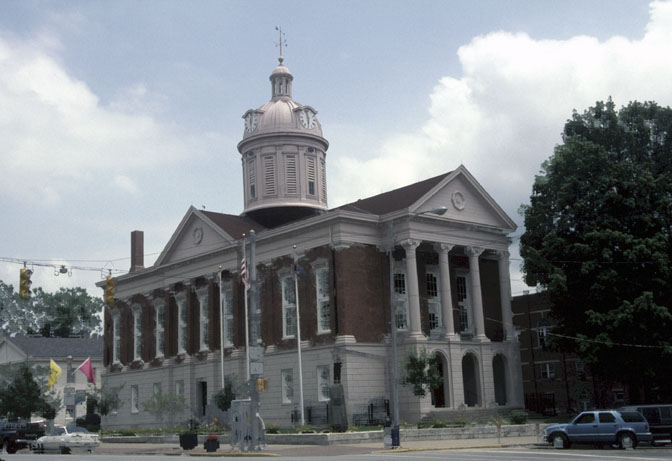
Здание суда округа Джефферсон в Мэдисоне, Индиана.

Все четыре девушки проходили по делу как совершеннолетние. Чтобы избежать смертного приговора, все четверо заключили сделку со следствием о признании вины.

### Смягчающие факторы
Все четыре девушки имели трудное детство, они заявляли о физическом и сексуальном насилии, совершённом родителем или другими взрослыми. Лоуренс, Риппи и Тэкетт занимались самоповреждением. У Тэкетт было диагностировано пограничное расстройство личности, она страдала от галлюцинаций. У Лавлесс, которую нередко описывали как зачинщицу этого нападения, имелась наиболее обширная история насилия в семье и большое количество психических расстройств.

### Приговор
Тэкетт и Лавлесс были приговорены к шестидесяти годам заключения в женской тюрьме Индианы в Индианаполисе. Тэкетт была освобождена в 2018 году с административным надзором в течение года. Лавлесс вышла из тюрьмы в сентябре 2019 года. Хоуп Риппи приговорили к шестидесяти годам, десять лет условно за смягчающие вину обстоятельства и ещё десять лет заменили условным освобождением под надзором средней строгости. При обжаловании приговора судья уменьшил срок до тридцати пяти лет. В обмен на сотрудничество, Лоуренс было разрешено признать себя виновной по одному пункту обвинения, и она была приговорена к сроку до двадцати лет тюрьмы.

### Обжалования приговора
В октябре 2007 года адвокат Лавлесс, Марк Смолл, отправил запрос о слушании, чтобы привести аргументы в пользу освобождения его подзащитной. Он сказал, что Лавлесс была крайне умственно отсталой из-за насилия в детстве. Более того, её защита во время судебного процесса представляла её интересы неквалифицированно, по этой причина она признала вину в свете преувеличенных утверждений о высоких шансах получить смертный приговор. Смолл также выдвигал аргументы, что Лавлесс, которой было 16 лет, когда она подписала досудебное соглашение о признании вины, была слишком молода, чтобы заключать сделку в штате Индиана без согласия родителя или опекуна, которого не было получено во время процесса. Если бы суд приняла во внимание эти аргументы, то было бы назначено повторное слушание дела или её сразу же освободили.
8 января 2008 ходатайство Лавлесс было отклонено судьёй Тедом Тоддом судебного округа Джефферсон. В этом случае у неё было право на условно-досрочное освобождение через 15 лет согласно изначальному досудебному соглашению. 14 ноября 2008 года обжалование Лавлесс было отклонено Апелляционным судом Индианы, таким образом решение судьи Тодда осталось в силе. Смолл заявил, что предпримет усилия, чтобы это дело было переведено в юрисдикцию Верховного суда Индианы.

### Освобождение
Лоуренс была освобождена 14 декабря 2000 года, отсидев 9 лет. Её условный срок продлился до декабря 2002 года.
28 апреля 2006 года Риппи вышла из женской тюрьмы Индианы по УДО, отсидев 14 лет по первому приговору. Её условный срок продлился ещё пять лет до апреля 2011 г.
Тэкетт освободилась из Роквилльского исправительного учреждения 11 января 2018 г., отсидев около 26 лет и еще один год условно.
Лавлесс вышла из женской тюрьмы Индианы 5 сентября 2019 г. Отсидев немногим больше 26 лет в тюрьме, она будет отбывать условный срок в округе Джефферсон, штат Кентукки.

## Последствия
Во время судебного процесса над Лавлесс благодаря открытым слушаниям вскрылись обширные свидетельства, что её отец Ларри Лавлесс издевался над её матерью, над своими дочерьми и над другими детьми. В итоге он был арестован в феврале 1993 г. по обвинению в изнасиловании, содомии и насильственных действиях сексуального характера. Большая часть этих преступлений произошла между 1968 и 1977 гг. Ларри более двух лет содержался в СИЗО до начала суда; в конечном итоге судья вынес решение, что все обвинения должны быть сняты, кроме одного случая насильственных действий сексуального характера, в связи с истечением срока давности (в Индиане он составляет пять лет). Ларии Лавлесс признал себя виновным в этом преступлении. Он получил срок с зачетом срока содержания под стражей и был отпущен на свободу в июне 1995. Через несколько недель после освобождения Ларри Лавлесс безуспешно судился с тюрьмой округа Флойд, запросив 39 миллионов долларов в федеральном суде, утверждая, что к нему применяли жестокое и необычное наказание в течение двух лет его тюремного заключения. Он утверждал, что ему не позволяли спать в своей кровати в течение дня или читать газету.
Отец Шарер, Стивен Шарер, умер от алкоголизма в 2005 году в возрасте 53 лет. В интервью на канале «Расследования Дискавери» в серии программ «Смертельные женщины» мать Шанды Шарер, Джеки Вогт, рассказывала, что он был настолько подавлен убийством дочери, что «делал все возможное, чтобы убить себя, только пистолет к виску не приставлял», и что он «пил до смерти. Он точно умер от разбитого сердца».
В 2012 году Джеки Вогт первый раз вошла в контакт с Мелиндой Лавлесс со времени суда, хотя и не напрямую. Вогт передала Лавлесс собаку по кличке Ангел от имени Шанды, чтобы её тренировали для программы животных-помощников в Индиане (ICAN) через Project2Heal, который предоставляет животных-помощников для людей с ограниченными возможностями. Лавлесс тренировала собак для этой программы несколько лет. Вогт говорила, что на неё обрушилась критика в связи с этим решением, но продолжала защищать его, сказав: «Это мой выбор. Она (Шанда) моя дочь. Если вы не станете взращивать хорошее на руинах плохого, ничто не улучшится. Моя девочка хотела бы поступить так». Вогт сообщила, что она надеется передавать собаку от имени Шанды каждый год. Документальный фильм, выпущенный Episode 11 Productions под названием «Шрамы Чарли», показал процесс принятия решения, чтобы позволить Лавлесс тренировать собак от имени Шанды. В фильме также представлены три интервью в Лавлесс.